# Syndrome d'abstinence néonatale
Le syndrome d'abstinence néonatale, également appelé syndrome de sevrage néonatal, est un syndrome qui apparait après la naissance chez un bébé dont la mère a pris des drogues ou des substances psychoactives (alcool, certains médicaments, nicotine,) pendant la grossesse. Il peut se manifester par des cris, des tremblements, des convulsions, des spasmes.
30% des bébés dont la mère prenait des antidépresseurs de type ISRS pendant la grossesse expérimenteront un syndrome d'abstinence néonatale.